# Lijst van voetbalinterlands Tsjechië - Verenigde Staten
Deze lijst van voetbalinterlands is een overzicht van alle officiële voetbalwedstrijden tussen de nationale teams van Tsjechië en de Verenigde Staten. De landen speelden tot op heden drie keer tegen elkaar. De eerste ontmoeting, een groepswedstrijd tijdens het Wereldkampioenschap voetbal 2006, vond plaats in Gelsenkirchen (Duitsland) op 12 juni 2006. Het laatste duel, een vriendschappelijke wedstrijd, werd gespeeld op 3 september 2014 in Praag.

## Wedstrijden
| № | Plaats        | Datum            | Competitie        | Wedstrijd                   | Uitslag |
| - | ------------- | ---------------- | ----------------- | --------------------------- | ------- |
| 1 | Gelsenkirchen | 12 juni 2006     | WK 2006           | Verenigde Staten – Tsjechië | 0 – 3   |
| 2 | East Hartford | 25 mei 2010      | Vriendschappelijk | Verenigde Staten – Tsjechië | 2 – 4   |
| 3 | Praag         | 3 september 2014 | Vriendschappelijk | Tsjechië – Verenigde Staten | 0 – 1   |

## Samenvatting
| Competitie        | Totaal gespeeld | Winst Tsjechië | Gelijk | Winst Verenigde Staten | Doelsaldo Tsjechië – Verenigde Staten |
| ----------------- | --------------- | -------------- | ------ | ---------------------- | ------------------------------------- |
| WK-eindronde      | 1               | 1              | 0      | 0                      | 3 − 0                                 |
| Vriendschappelijk | 2               | 1              | 0      | 1                      | 4 − 3                                 |
| Totaal            | 3               | 2              | 0      | 1                      | 7 − 3                                 |

## Details

### Derde ontmoeting
| Vriendschappelijk (Praag, Tsjechië, 3 september 2014): |              | |
| Tsjechië | 0 – 1        | Verenigde Staten |
| | goals        | 39' Alejandro Bedoya |
| Pavel Vrba | bondscoach   | Jürgen Klinsmann |
| Petr Čech Michal Kadlec Pavel Kadeřábek 46' Václav Procházka David Limberský Václav Pilař 46' Petr Jiráček 46' Tomáš Rosický Vladimír Darida 79' Ladislav Krejčí 68' Matěj Vydra 46' | opstellingen | 46' Brad Guzan Fabian Johnson 46' Michael Orozco Fiscal 62' Timothy Chandler John Anthony Brooks 63' Mikkel Diskerud 67' Alejandro Bedoya 63' Joe Corona Joe Gyau Jozy Altidore Julian Green |
| Radim Řezník 46' Milan Petržela 46' Lukáš Vácha 46' Daniel Kolář 46' Daniel Pudil 68' Bořek Dočkal 79'                                                                               | wissels      | 46' Nick Rimando 46' Tim Ream 62' Greg Garza 63' Alfredo Morales 63' Brek Shea 67' Emerson Hyndman                                                                                           |
| | gele kaarten | 90+1' Alfredo Morales |
| - Debuut van Radim Řezník (Viktoria Plzeň) voor Tsjechië. |              | |